# 須佐之男命神社 (摂津市)
須佐之男命神社（すさのおのみことじんじゃ）は、大阪府摂津市千里丘に鎮座する神社。　

## 祭神
- 須佐之男命（もとは牛頭天王）
- 天児屋根命
- 事代主命

## 歴史
創建の年代は詳かではないが、聖武天皇の天平年間（729年 - 749年)に僧行基が諸国行脚の途中で摂津国島下郡味舌上村に金剛院を建立し、寺の鎮守社として牛頭天王を祀ったのが起源と考えられる。金剛院の別当社である年代が長く続き、明治の神仏分離まで金剛院住職が神事を執掌していた。
島下郡の坪井村、昧舌上村、正音寺村、庄屋四力村（のち味舌町）の氏神であった。
- 寛永年中頃（1624年 - 1643年）、山田村長野より現在地に移され、寛永年間（徳川家光の頃）に山田村長野の樫切山にあった「三社の宮（みやしろのみや）」の祀神を合祀した。[2]
- 明治5年（1872年）、神仏分離令で社名を改め、村社に列す。
- 明治41年（1908年）、神饌幣帛料供進社に指定される。
- 明治45年（1912年）4月5日、坪井の無格社八幡神社・道祖神社、庄屋の春日神社を合祀。
  - 正音寺の無格社柚の木八幡社を境内に移転合併し、坪井の八幡社社殿を境内に移築して中内の藤の木八幡社を合祀す[3]
- 平成13年（2001年）拝殿を改修。

## 境内
- 八王子神社　多紀理毘売命、多岐都比売命、市寸島比売命、天忍穂耳命、天穂日命、天津彦根命、活津彦根命、熊野久須毘命
- 八幡神社　応神天皇
- 地蔵堂　延命地蔵尊

## 交通アクセス
- JR京都線千里丘駅より、西に徒歩11分。